# Église Saint-Martin de Saint-Martin-les-Eaux
L'église Saint-Martin, placée sous l'invocation de saint Martin, est une église de style roman située sur la commune de Saint-Martin-les-Eaux dans le département français des Alpes-de-Haute-Provence en région Provence-Alpes-Côte d'Azur.

## Histoire
L'église Saint-Martin et le village de Saint-Martin-les-Eaux est une ancienne dépendance du prieuré de Carluc,. L'église date du début du XIIe siècle.
Menaçant de tomber en ruines en 1965, elle est restaurée à partir de 1967 par son acheteur, Jean-Marie Léouffre (deuxième prix du concours de Chefs-d'œuvre en péril) et rouverte au culte. Quelques reliefs ornant le second pilastre nord sont classés au titre objet.
Elle est inscrite au titre des Monuments historiques par arrêté du 11 février 1972.

## Architecture intérieure
L'église, de petites dimensions, comporte une nef de deux travées voûtées d'arêtes (second état succédant à une voûte en berceau) sans collatéraux.
L'abside semi-circulaire présente une voûte en cul-de-four et est ornée d'une arcature de cinq baies cintrées, toutes aveugles sauf celle du centre. Ces baies sont encadrées d'élégantes colonnettes aux chapiteaux sculptés.
Cette abside est précédée d'un arc triomphal surmonté de peintures murales et d'une travée de chœur assez importante eu égard à la taille réduite de l'édifice.
Dans la nef, les retombées des voûtes d'arêtes sont supportées par des culots ornés de motifs de palmettes. Sous l'un de ces culots figure un remarquable bas-relief représentant un lion.
Un autre bas-relief de grand intérêt représente un taureau.

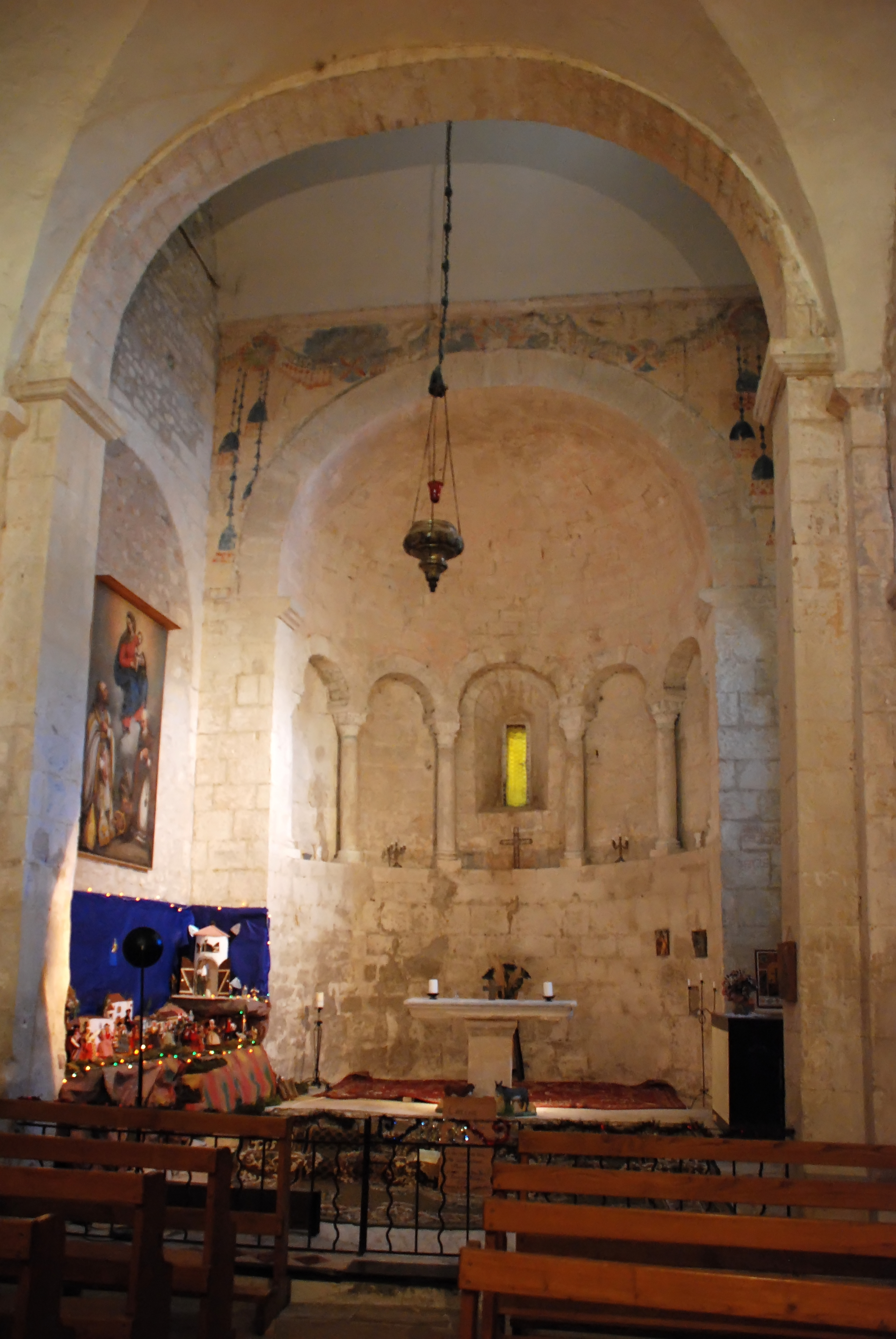
La travée de chœur et l'abside.
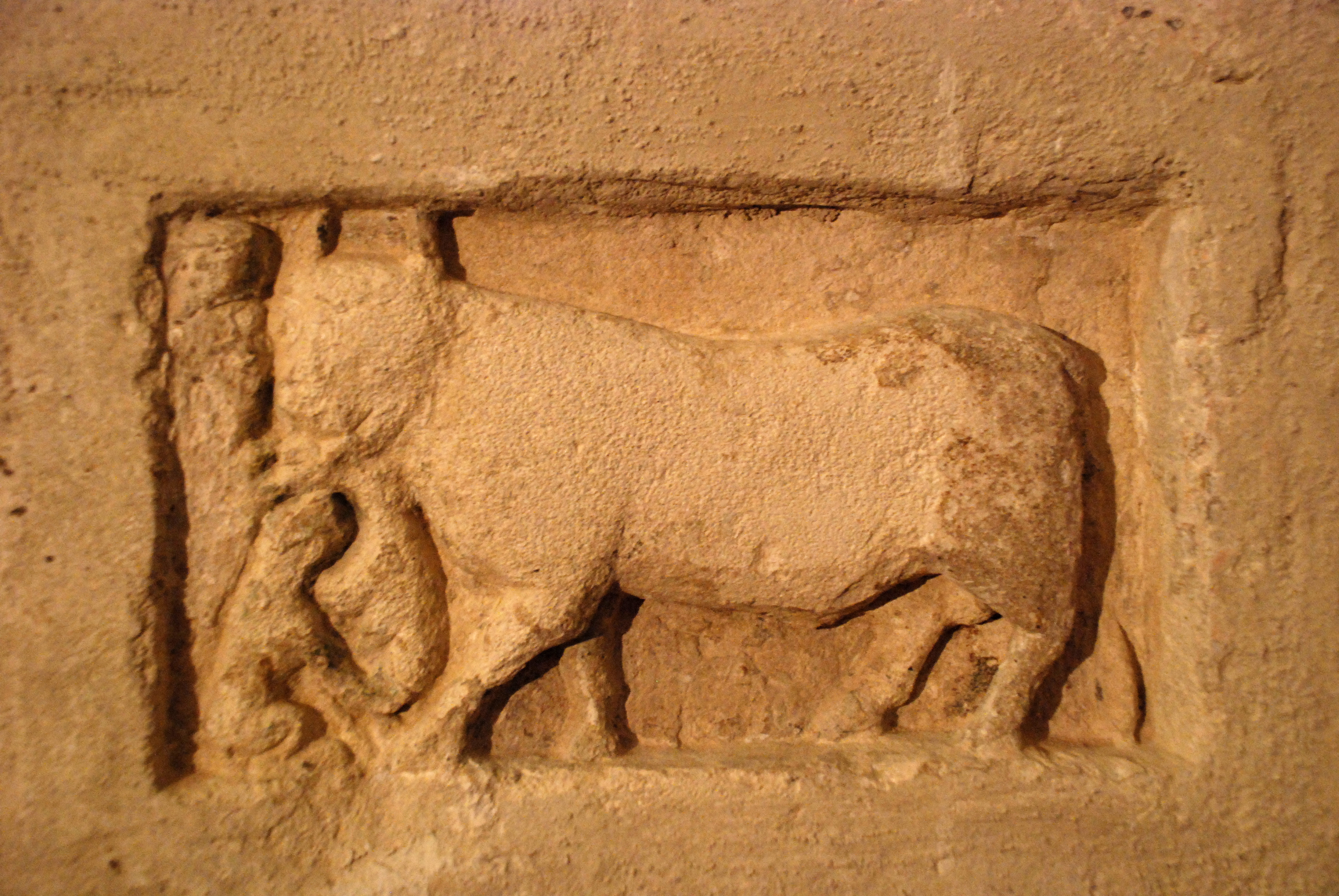
Le bas-relief au taureau.
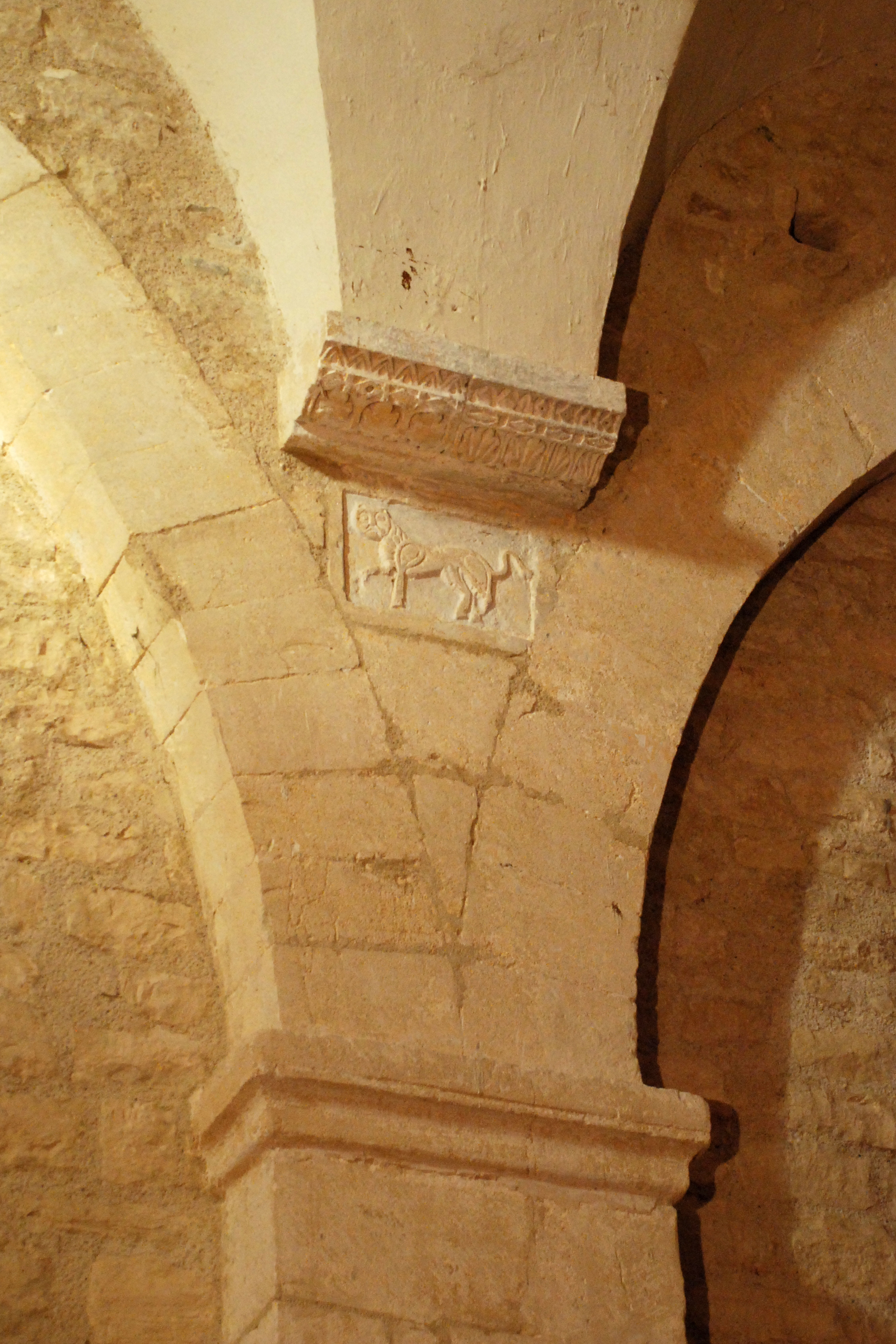
Le bas-relief au lion.
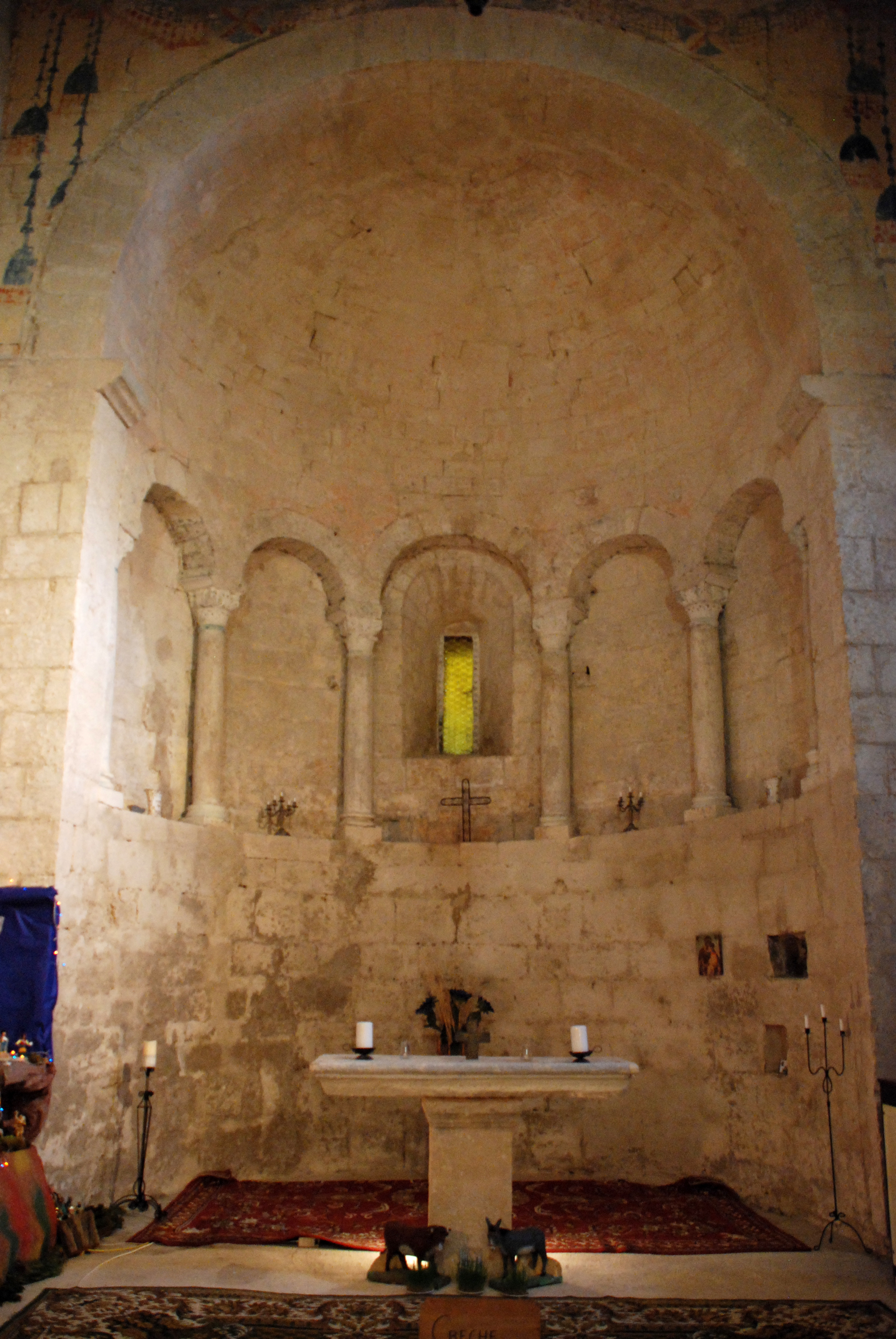
L'abside semi-circulaire.

## Architecture extérieure
L'abside est pentagonale à l'extérieur.